# Udo Jürgens
Udo Jürgens, rojstno ime Jürgen Udo Bockelmann, avstrijski skladatelj in pevec zabavne glasbe, * 30. september 1934, Celovec, † 21. december 2014, Münsterlingen, Švica.
Jürgens je bil eden vidnejših ustvarjalcev in izvajalcev zabavne (šansonske, popevkarske in pop glasbe) v nemškem jeziku. Poleg avstrijskega je imel tudi švicarsko državljanstvo.
Leta 1964 je nastopil kot avstrijski predstavnik na Pesmi Evrovizije v Kopenhagnu ter s pesmijo Warum nur, warum? zasedel peto mesto. Ponovno je zastopal Avstrijo na Pesmi Evrovizije 1965; s pesmijo Sag ihr, ich laß sie grüßen se je uvrstil na 4. mesto. Tretji evrovizijski nastop leta 1966 s pesmijo Merci Chérie mu je končno prinesel zmago ter mednarodno slavo.

## Diskografija
- Portrait in Musik 1.Folge (1965)
- Siebzehn Jahr, blondes Haar (1965)
- Francoise und Udo (1966)
- Portrait in Musik 2.Folge (1967)
- Was ich Dir sagen will (1967)
- Udo (1968)
- Mein Lied für Dich (1968)
- Udo Live (1969)
- Udo'70 (1969)
- Udo'71 (1970)
- Zeig mir den Platz an der Sonne (1971)
- Helden, Helden (Musical) (1972)
- Ich bin wieder da (1972)
- Johnny und Jenny (Alle Kinder dieser Welt) (1973)
- Udo heute (1974)
- Meine Lieder (1975)
- Udo'75 Ein neuer Morgen (1975)
- Meine Lieder 2 (1976)
- Meine Lieder'77 (1977)
- Buenos Dias Argentina (Football World-Championship) (1978)
- Udo 1957–1960 (1980)
- Nur ein Lächeln (1980)
- Udo'80 (1980)
- Leave a little love (1981)
- Willkommen in meinem Leben (1981)
- Silberstreifen (1982)
- Traumtänzer (1983)
- Hautnah (1984)
- Treibjagd (1985)
- Deinetwegen (1986)
- Das blaue Album (1988)
- Ohne Maske (1989)
- Sempre Roma (Football World-Championship) (1990)
- Das Traumschiff (Soundtrack) (1990)
- Open air Symphony (1992)
- Geradeaus (1992)
- Cafe Größenwahn (1993)
- 140 Tage Cafe Größenwahn Tour 94/95 (1994)
- Zärtlicher Chaot (1995)
- Gestern-heute-morgen (1996)
- Ich werde da sein (1999)
- Mit 66 Jahren (was wichtig ist) (2000)
- Es lebe das Laster (2002)
- Es werde Licht (2003)
- Jetzt oder nie (2005)